# Les Lanciers

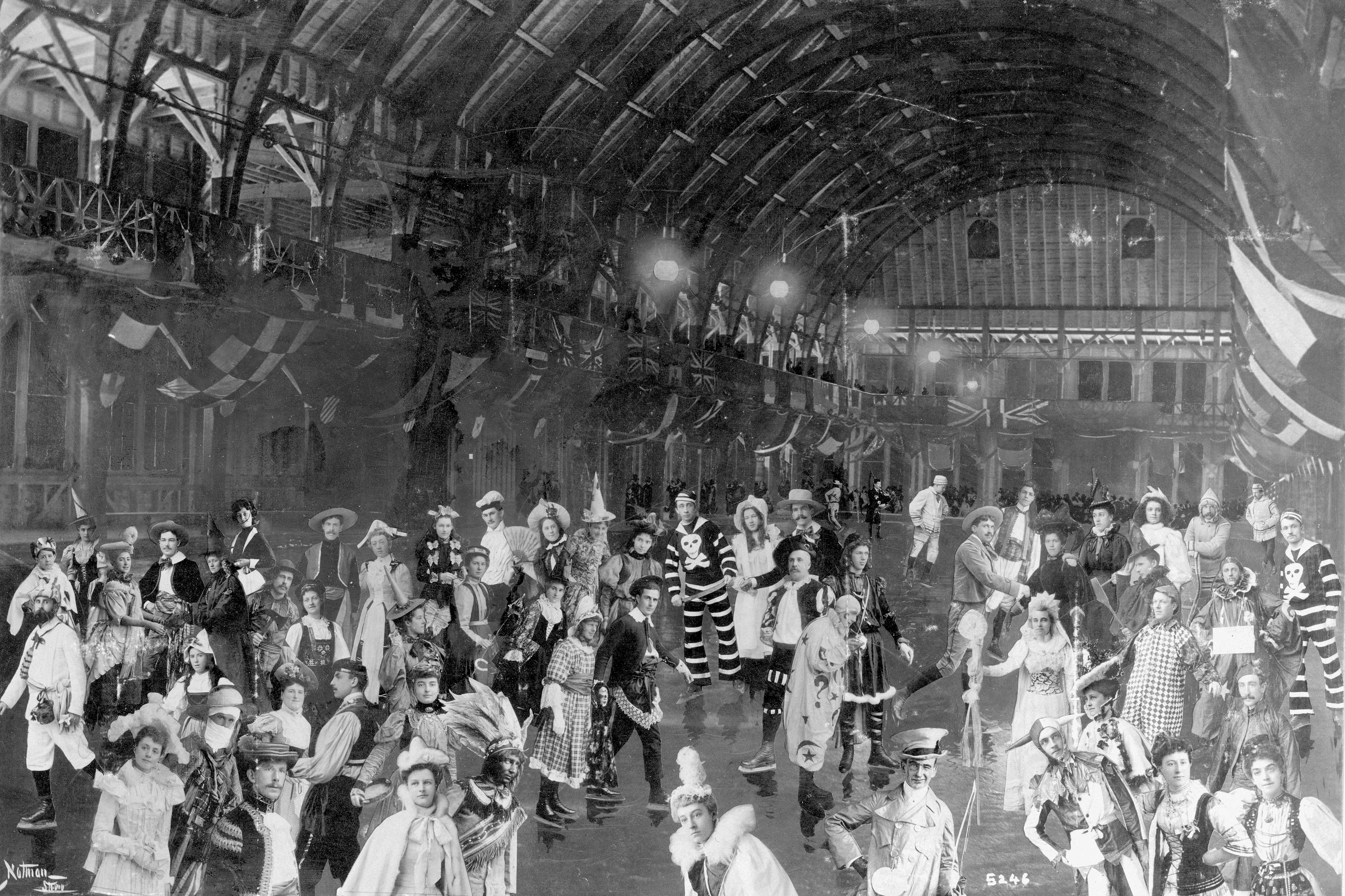
Les Lanciers; 1899

Les Lanciers är en fransk-brittisk sällskapsdans från början av 1800-talet som fortfarande dansas både på skolor och vid hovet i Danmark. 
Dansen, som ursprungligen gick under namnet The Lancers' Quadrilles, dansas av fyra par i en kadrilj.
Den är påverkad av militär exercis med bland annat taktfast marsch och dansande som ursprungligen var utstyrda med hjälmar, fanor och lansar. Den var populär i Storbritannien på 1820-talet där den dansades till ett potpurri av populära melodier, men gick snart ur modet.
På 1850-talet kom dansen  till Paris där J. Mikel skrev ny musik till den och tio år senare kom den till Danmark där den snabbt blev populär bland överklassen. Balettmästare August Bournonville gav privatlektioner där han lärde ut dansen och Wilhelm Hansens Musikforlag publicerade noter för piano. I början av 1900-talet spred dansen sig till folkhögskolor och folkdanslag och senare till gymnasier och annan högre utbildning, där den idag  bland annat dansas på skolavslutningar. I resten av världen slutade man att dansa Les Lanciers på 1920-talet.   
Les Lanciers dansas i fem turer:
1. La Dorset
2. La Victoria
3. Les Moulinets
4. Les Visites
5. Les Lanciers